# Johnny Moore (koszykarz)
John Brian "Johnny" Moore (ur. 3 marca 1958 w Altoona) – amerykański koszykarz, obrońca, późniejszy trener.
Przez pięć sezonów z rzędu (1982–1985) plasował się w pierwszej piątce najlepiej podających zawodników NBA. Liderem ligi w kategorii asyst został w 1982 roku, wyprzedzając Magica Johnsona.
Trzykrotnie w karierze notował co najmniej 20 asyst w jednym spotkaniu, w tym raz podczas rozgrywek posezonowych. Jest jednym z zaledwie siedmiu zawodników w historii NBA, którym udało się uzyskać co najmniej 20 asyst w pojedynczym spotkaniu fazy play-off. Dwukrotnie w karierze notował co najmniej 9 przechwytów w trakcje jednego spotkania, co czyni go jednym z 50 zawodników w historii, którym udała się ta sztuka.

## Osiągnięcia
NBA
- Lider:
  - sezonu regularnego w asystach (1982)[2]
  - play-off w:
    - średniej:
      - asyst (1982, 1983)[3]
      - przechwytów (1983)[4]

    - liczbie celnych rzutów za 3 punkty (1983)[5]
    - skuteczności rzutów za 3 punkty (1983)[6]
- Klub San Antonio Spurs zastrzegł należący do niego w numer 00[7]